# Kristianstad Arena
Kristianstad Arena er en multiarena i Kristianstad i Skåne. Den blev indviet den 15. oktober 2010. Byggeriet blev påbegyndt i februar 2009 og bygherren var Kristianstads kommun. Multiarenaen der er en tilbygning til Kristianstad Idrottshall tænkes benyttet til indendørs idræt, koncerter og events.
Der er plads til 5.000 siddende tilskuere og ved koncerter kan kapaciteten udvides til 5.500. Første store event i hallen er VM i håndbold 2011 (mænd), hvor tilskuerkapaciteten er 4.500. Kristianstad Arena har kostet 337 mio. svenske kroner.